# Fashion Police
Fashion Police, é um programa televisivo americano sobre moda, exibido pelo canal televisivo E! Entertainment Television. O programa, que estreou em 10 de Setembro de 2010, era apresentado pela comediante Joan Rivers, e junto a Joan o painel de comentaristas formado por Giulianna Rancic, Kelly Osbourne e George Kotsiopoulos.
Duas semanas após a morte de Joan Rivers, ocorrida no dia 4 de setembro de 2014, foi anunciado que o programa continuaria sem ela mas apenas em 2015. O novo elenco de Fashion Police foi oficializado no começo de 2015 além de Kelly e Giuliana, Kathy Griffin e Brad Goreski entram no programa. George não estará na próxima temporada.
Em março de 2015, foi anunciado que o programa entraria em hiato até setembro de 2015, a fim de renovar a série e substituir as posições palestrante vagos, após a saída de Griffin e Osbourne.
O programa retornou para uma sexta temporada em 11 de Janeiro de 2016, cobrindo o Prêmios Globo de Ouro. Margaret Cho irá juntar-se como o quarto membro do painel. Em 6 de janeiro de 2016, foi anunciado que NeNe Leakes faria parte do painel de comentaristas, tornando-se a primeira vez que o programa teve cinco comentaristas permanentes. Ela estreou na sexta temporada.
Já foram apresentadores convidados: Khloé Kardashian Odom, Ryan Lochte, Scott Disick, Jay Manuel, Nicki Minaj, NeNe Leakes, Aubrey O'Day, Ali Fedotowsky, Nicole "Snooki" Polizzi, Ciara, Melanie Brown, Tori Spelling, Zendaya, Kimora Lee Simmons, Chelsea Kane, Tara Reid, Bonnie McKee, Jaime Pressly, Tiffani Thiessen, Mischa Barton, Kylie Minogue, além de Melissa Rivers, que além de filha de Joan também trabalha como produtora executiva do programa.
No passado o programa era exibido ao vivo com Joan e um painel de convidados aleatórios em estúdio comentando os looks que eram desfilados em tapete vermelho de um evento de grande prestígio. Porém em 10 de Setembro de 2010 o programa foi incorporado à grade fixa do E! sendo exibido semanalmente às sextas-feiras ainda comentando os looks mais inusitados e interessantes da semana. Em ocasiões especiais, como por exemplo a Cerimônia de entrega do Oscar, o programa vai ao ar no dia seguinte à realização das mesmas independente do dia em que elas acontecem. Seja qual for o dia exibido ou a ocasião, o programa continua a apresentar o melhor e o pior do mundo da moda das celebridades. O programa começou com uma duração total de meia hora, mas foi expandido para uma hora em 9 de Março de 2012.

## Quadros
Quadros regulares incluem:
- The Five Must-See Looks Of The Week Os cinco looks que se destacaram (seja por serem bons our ruins) durante a semana entre as diferentes celebridades de Hollywood.

- Rack Report, quadro no qual adivinham qual é a celebridade baseando-se puramente no tamanho do decote de seus trajes.

- Bitch Stole My Look, quadro no qual duas ou mais estrelas são mostradas vestindo o mesmo modelo em ocasiões distintas. Joan e os comentaristas discutem o visual das estrelas em questão e anunciam quem melhor vestiu as roupas. Ambas estrelas, independente de terem vestido bem ou mal as roupas, podem ser ridicularizadas sendo que o look vencedor pode ser considerado dos males o menor.

- Busted!, quadro no qual celebridades são pegas vestindo as mesmas roupas em dois ou mais eventos distintos.

- Gotta have it!, Make it Stop!, neste quadro novas tendências entre celebridades são discutidas e a apresentadora e convidados tentam chegar num consenso sobre se tais tendências devem ser adotadas ou execradas.

- Hot Ticket, nele comentam os looks que celebridades mostraram em grandes estreias de filmes, programas, peças da Broadway, outros eventos de Hollywood, Cannes, etc.

- Slut Cut, neste quadro Joan e os comentaristas observam o fato de que celebridades as vezes acertam ou erram ao encurtar vestidos que geralmente são mais longos quando apresentados nas passarelas. (apresentado até 2010)

- Starlet or Streetwalker, neste uma fotografia de uma celebridade com seu rosto escondido é apresentada, e em geral a pessoa na fotografia em questão estará vestindo roupas escandalosas ou desgrenhadas. Joan, os comentaristas, e geralmente um(a) convidado(a) tem em mãos uma placa com 'starlet' (estrela) escrito de um lado e 'streetwalker' (prostituta) do outro. Um de cada vez eles então tentam adivinhar quem acham que é a pessoa em questão antes que sua identidade — ou falta de uma — seja revelada.

- Guess Me From Behind, no qual tentam descobrir quem seria celebridade mostrada basicamente em uma foto focada em sua traseira.

Novos quadros implementados em 9 de março de 2012 em conjunto com a nova duração do Fashion Police:
- Look Who's Trending, um segmento no qual apresentadora e comentaristas falam sobre os gostos das celebridades como refeições, notícias e/ou tendências, e em sua maioria tais preferências são postas em evidências pelas próprias celebridades através de suas contas em redes sociais como Twitter.

- Ad Sanity, neste quadro divaga-se e comenta-se sobre uma propaganda estrelada por uma celebridade onde a pergunta principal é: "O que realmente querem dizer e vender neste anúncio?".

- Fan Find, neste quadro todos comentam sobre uma foto enviada pelos fãs de Fashion Police via Twitter com a hashtag #FanFind.

## Polêmicas
No começo do mês de Abril em 2013, autores do talk show registraram uma reclamação junto ao estado da California, alegando que a emissora estava infringindo a lei estadual por não lhes pagar salários regularizados e hora extra. De acordo com os autores, suas folhas de pagamento atestavam que trabalhavam 8 horas semanais, independente do tempo realmente trabalhado. Em resposta à reclamação, a emissora disse que "[O canal] E! valoriza seus autores do Fashion Police e lhes paga justamente e em conformidade legal completa."  No mesmo mês, tais autores entraram em greve.